# تشارلز إيمرسون بيتشر
تشارلز إيمرسون بيتشر (بالإنجليزية: Charles Emerson Beecher)‏ هو جيولوجي أمريكي، ولد في 9 أكتوبر 1856 في دونكيرك في فرنسا، وتوفي في 14 فبراير 1904 في نيو هيفن في الولايات المتحدة.